# غو يو
غو يو (بالصينية: 谷雨) (مواليد 12 يونيو 1983) هو ملاكم صيني، مثّل بلاده في الألعاب الأولمبية الصيفية 2008.

## روابط خارجية
غو يو على موقع اللجنة الأولمبية الدولية (الإنجليزية)
- غو يو على موقع أوليمبيديا (الإنجليزية)
- غو يو على موقع اللجنة الأولمبية الصينية (الإنجليزية)